# Sarcophaga anaces
Sarcophaga anaces is een vlieg uit de familie van de dambordvliegen (Sarcophagidae). De wetenschappelijke naam van de soort is voor het eerst geldig gepubliceerd in 1849 door Francis Walker.